# Guidantonio de Montefeltro
Guidantónio de Montefeltro, em italiano Guidantonio ou Guido Antonio da Montefeltro (1378 – 1443) foi um condottiero italiano. Filho de António II de Montefeltro, toma pacificamente, em 1403, as rédeas do ducado de Urbino.

## Biografia
Em 1404 é investido pelo Papa Bonifácio IX do senhoriu de Urbino título comprado por mil e duzentos florins de ouro, por três gerações. Como em seguida de distanciou do Papa para se juntar ao rei Ladislau I de Nápoles que, em 1411, o creou Grande Condestável do Reino, foi excomungado. Com este pretexto, conquistou Assis.
Em seguida reconcilia-se com a Igreja, já liderada por Martinho V, tornando-se no seu principal aliado, conjuntamente com os  Sforza, contra Braccio da Montone. Em 1426 o Papa investe-o dos domínios de Castel Durante, localidade também conhecido por Urbania, que assediou e ocupou em 1427.
De acordo com o testemunho de Giorgio Vasari, Piero della Francesca terá trabalhado para Guidantonio. 

## Casamento e descendência
Casou em 1397 com Rengarda Malatesta, da qual, em vinte e sete anos de matrimónio, não teve filhos.
Após a morte de Rengarda, devido a doença, casou com Catarina Colonna, sobrinha do Papa Martinho V, de quem teve seis filhos, entre os quais o tão esperado herdeiro, que garantiu a sucessão da casa:
- Oddantonio II, conde e depois primeiro Duque de Urbino que sucede ao pai;
- Pedro (Pietro) era al servizio del duca di Milano;
- Inês (Agnese), que casou co a Alexandre Gonzaga;
- Violante (Violante), que casou com Novello Malatesta, e torna-se monja após enviuvar;
- Rafael (Raffaello), de quem não temos informação;
- Sveva, que casou com Alexandre Sforza, e que veio a ser a "Beata Serafina".

De relações extraconjugais teve:
- Frederico III de Montefeltro (tido de Elisabetta degli Accomandugi, dama de compagnia da condessa Rengarda) legitimato, que veio a ser o segundo Duque de Urbino;
- Aura, que casou com o conde Bernardino degli Ubaldini della Carda, comandante geral da Companhia Feltria.